# Kaldenkirchen
Kaldenkirchen ist ein Stadtteil von Nettetal im Kreis Viersen in Nordrhein-Westfalen und liegt direkt an der deutsch-niederländischen Grenze.

## Geschichte

### Bis zum Jahr 1814

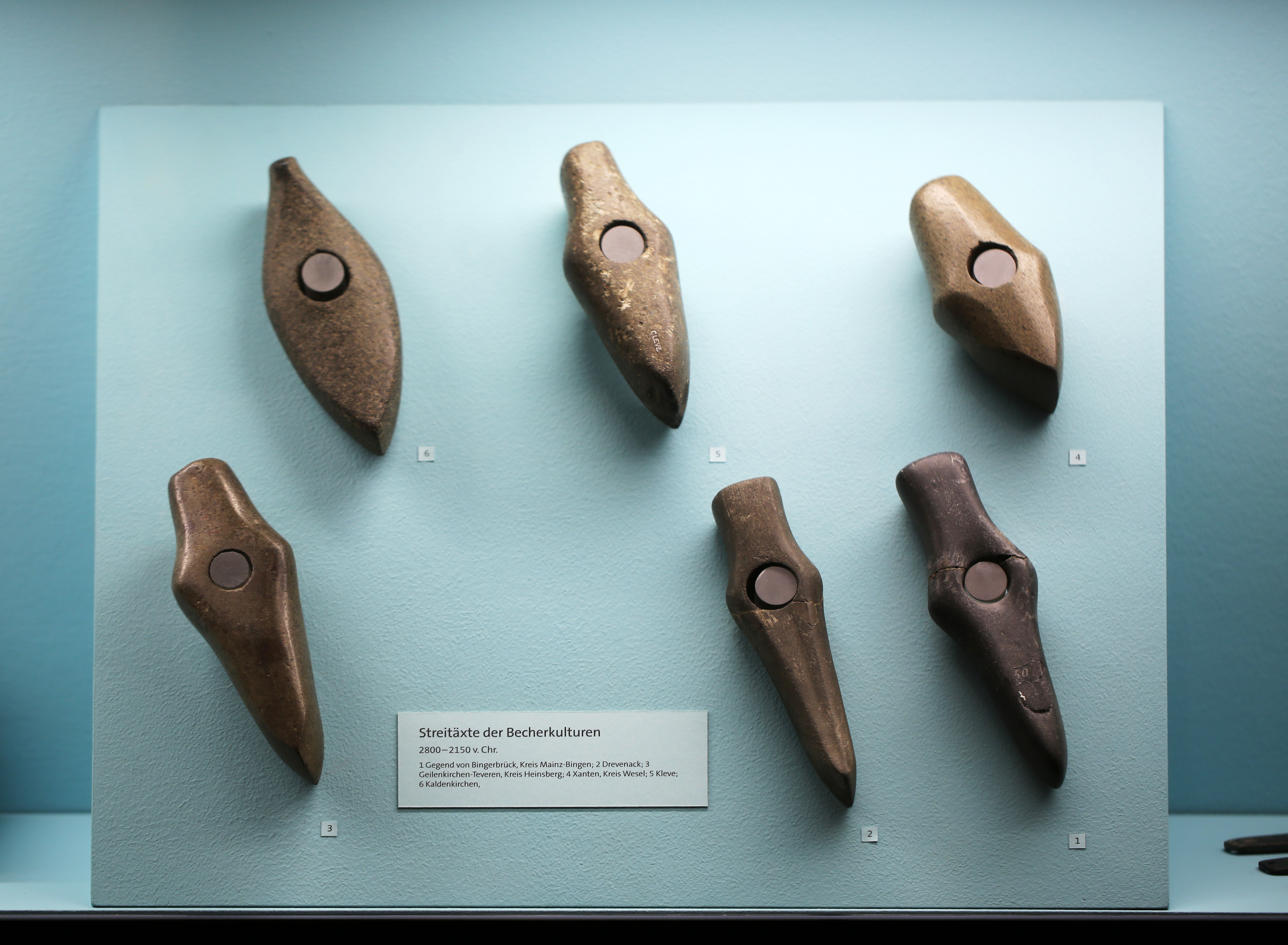
Fundstück der Steinzeit aus Kaldenkirchen

Die älteste Urkunde, in der der Ortsname „Caldenkirken“ genannt wird, trägt die Jahreszahl 1206; sie dokumentiert eine Vereinbarung über die künftige Ehe zwischen Graf Gerhard IV. von Geldern mit der brabantischen Herzogstochter Margaretha. Der Name geht wahrscheinlich darauf zurück, dass die Pfarrkirche im Ort (erstmals erwähnt 1276) zur Zeit der Namensgebung noch „kalt“, also nicht fertiggestellt war.
Im frühen 14. Jahrhundert kam der Ort unter die Herrschaft der Grafen und späteren Herzöge von Jülich, Ab dem Jahr 1600 nahm Kaldenkirchen stadtähnliche Strukturen an und wurde als Festung bezeichnet. 1619 wurde erstmals ein Bürgermeister erwähnt. Auch einige Kaldenkirchener, darunter Vorfahren von General Custer, gehörten zu den 13 deutschen Quäker- und Mennonitenfamilien, die 1683 aus Krefeld aufbrachen und mit dem Schiff Concord nach Philadelphia auswanderten und sich dort in der neu gegründeten Stadt Germantown niederließen.
Nach dem Einmarsch französischer Truppen im Jahr 1794 wurde der linke Niederrhein von Frankreich annektiert. Kaldenkirchern bildete nun eine Mairie nach französischem Vorbild und gehörte zum Kanton Bracht im Arrondissement Krefeld des Rur-Departements.

### 1814 bis heute
Nach dem Wiener Kongress (1814/15) gehörte Kaldenkirchen zu Preußen und kam 1816 zum neuen Kreis Kempen. Aus der Mairie Kaldenkirchen der Franzosenzeit wurde die preußische Bürgermeisterei Kaldenkirchen.
1819 wurde das Hauptzollamt errichtet. Ab 1856 durfte sich der Ort per Erlass des Königs Friedrich Wilhelms IV. als Stadt bezeichnen. 1866 und 1868 wurden die Eisenbahnstrecken Venlo–Kaldenkirchen und Kempen–Kaldenkirchen eingeweiht. 1903 genehmigte Kaiser Wilhelm II. das Stadtwappen.
Im Zweiten Weltkrieg war nördlich von Kaldenkirchen der Fliegerhorst Fliegerhorst Venlo-Herongen. Ab Mitte 1942 gab es häufig Angriffe auf den Bahnhof Kaldenkirchen. Auf dem Gelände eines ehemaligen Mühlenwerks gab es ein Lager für Kriegsgefangene und Zwangsarbeiter aus besetzten Ländern. Im November 1944 wurde die Stadt evakuiert. Von Venlo bis Wassenberg wurde eine Verteidigungsstellung („Maas-Rur-Stellung“) gebaut.
Am 1. März 1945 zogen US-Truppen zunächst kampflos durch Brüggen und von dort kommend gegen 15 Uhr in Kaldenkirchen ein; das 784. Panzerbataillon fuhr nach Venlo weiter.
Im Sommer 1947 zerstörte ein Brand den Kaldenkirchener Grenzwald fast vollständig.
Im Jahr 1961 hatte Kaldenkirchen 6305 Einwohner, wovon 23 % Heimatvertriebene waren. Am 1. Januar 1970 wurde die Stadt ein Teil der am selben Tag gebildeten Stadt Nettetal.
Im Jahr 2011 wurde mit Arbeiten für den Gewerbepark Venete begonnen.

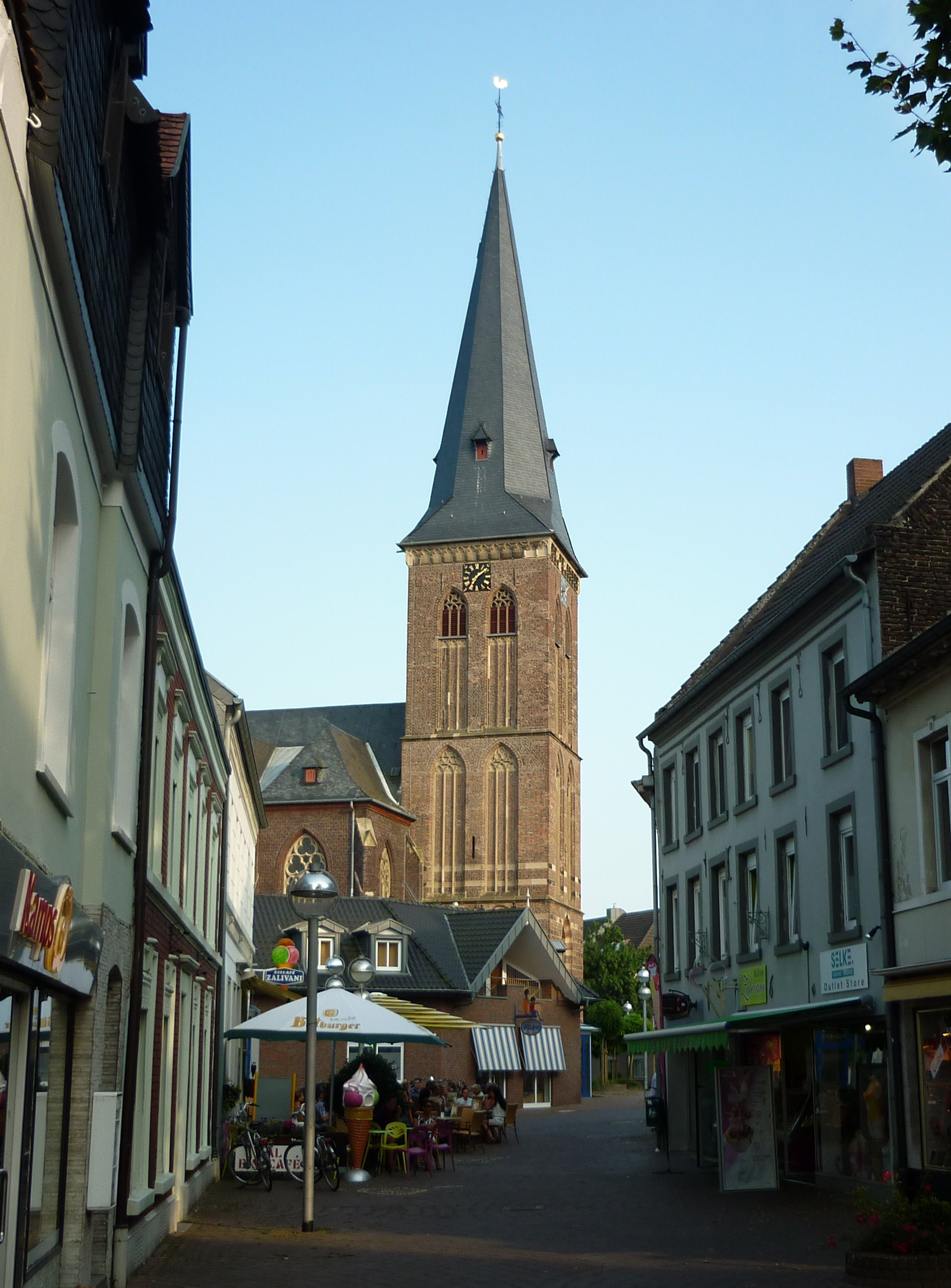
Kirche St. Clemens

### Wappen und Flagge
| Wappen der ehemaligen Stadt Kaldenkirchen, Kreis Kempen-Krefeld | Blasonierung: „Gespalten in Gold (Gelb) und Rot; vorn ein an einer roten Stange flatternde rote Fahne darauf vier 6-zackige goldene (gelbe) Sterne im Verhältnis 2:1:1; hinten ein goldener (gelber) Anker. Im Oberwappen eine dreitürmige silberne (weiße) Mauerkrone mit braunem Tor.“ |

Hissflagge der ehem. Stadt Kaldenkirchen

| Wappen der ehemaligen Stadt Kaldenkirchen, Kreis Kempen-Krefeld | Wappenbegründung: Das von Adolf Matthias Hildebrandt entworfene Wappen wurde am 6. Dezember 1903 vom Düsseldorfer Regierungspräsidenten genehmigt. Die Fahne weist auf eine einstige Lehnsfahne hin, die in einem Siegel der Dingbank von Bracht und Kaldenkirchen von 1466 erkennbar ist. Der Anker ist das Kennzeichen des hl. Clemens, Patron der katholischen Pfarre. Die über dem Wappen angeordnete Mauerkrone kennzeichnet Kaldenkirchen als ehemalige Grenzfestung des Herzogtums Jülich. Hissflagge: „Die Flagge ist Rot-Gelb geteilt mit dem Wappen in der Mitte.“ |

## Religion
Die beherrschend in der Mitte des Ortes liegende katholische Pfarrkirche, ein dreischiffiger neugotischer Hallenbau, übernahm von ihrer spätgotischen Vorgängerin nur den quadratischen Westturm mit sparsamer Spitzbogengliederung.
Die Kirche war früher nicht nur Pfarr-, sondern auch Klosterkirche für zwei östlich der Kirche gelegene Klöster. Hinter der romanisierenden Pfarrhausfassade von 1844 verbirgt sich das Mönchshaus des Brigittiner-Doppelklosters Maria Frucht. Das Frauenkloster lag nördlich des Kirchenchores und ist in wesentlichen Teilen seiner Bausubstanz ebenfalls erhalten.
Es bildete sich eine kleine reformierte Gemeinde. Diese konfessionelle Minderheit erbaute 1672 eine Kirche, die von der Straße nicht sichtbar ist. Sie liegt versteckt hinter dem Pfarrhaus. Ein kleiner Innenhof befindet sich zwischen diesen Gebäuden, ein enger Gang erlaubt den stadtseitigen Zugang. Die Kirche gehört somit zu dem Typ der Hofkirchen. Die Gemeinde gehört heute zur Evangelischen Kirche im Rheinland.
1873 errichtete die jüdische Gemeinde eine Synagoge, die 1938 im Novemberpogrom geschändet wurde. Die heutige Straßenbezeichnung Synagogenstraße und eine Gedenktafel vor Ort erinnern an das um 1960 abgerissene Gebäude.

## Sehenswürdigkeiten

### Katholische Pfarrkirche St. Clemens
Die heutige dreischiffige neugotische Hallenkirche wurde 1893 bis 1897 gebaut. Sie enthält einige Teile aus der Vorgängerkirche: das Altarbild von Hans von Aachen, ein spätgotisches Kreuz von ca. 1500 sowie ein Messingtaufbecken von 1793. Der Turm ist 59 m hoch und wurde im späten 15. Jahrhundert errichtet.

### Die evangelische Hofkirche

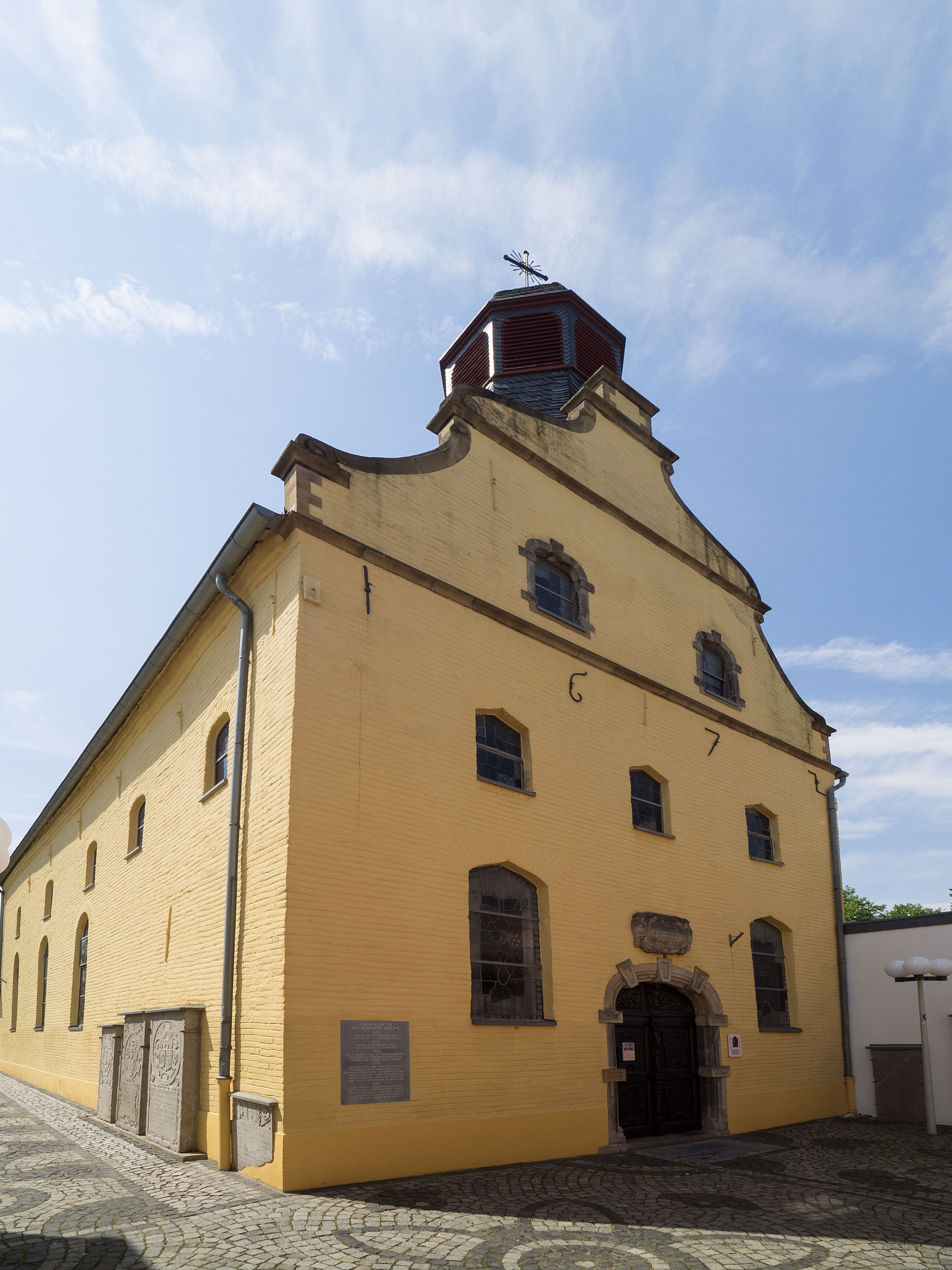
Evangelische Hofkirche

Durch das Schul- und Pfarrhaus war die 1672 erbaute Hofkirche der kleinen reformierten Gemeinde von der Straße abgeschirmt. Erst 1839 wurden auf die Kirche ein Glockenturm aufgesetzt. An der Kirchenmauer sind Grabplatten (teils in niederländischer Sprache) befestigt. Die Kirche gehört mit denen in Bracht und Breyell zur 2023 fusionierten Kirchengemeinde An der Nette im Kirchenkreis Krefeld-Viersen der Evangelischen Kirche im Rheinland.

### Rokoko-Pavillon
In einem zentrumsnah gelegenen Garten befindet sich ein Garten-Pavillon aus dem 18. Jahrhundert, eine zierliche Erholungsarchitektur von hohem künstlerischen Wert. Der Pavillon wurde überregional bekannt durch zahlreiche Gemälde von August von Brandis der darin verweilte, damals gehörte das Anwesen seinem Schwager.

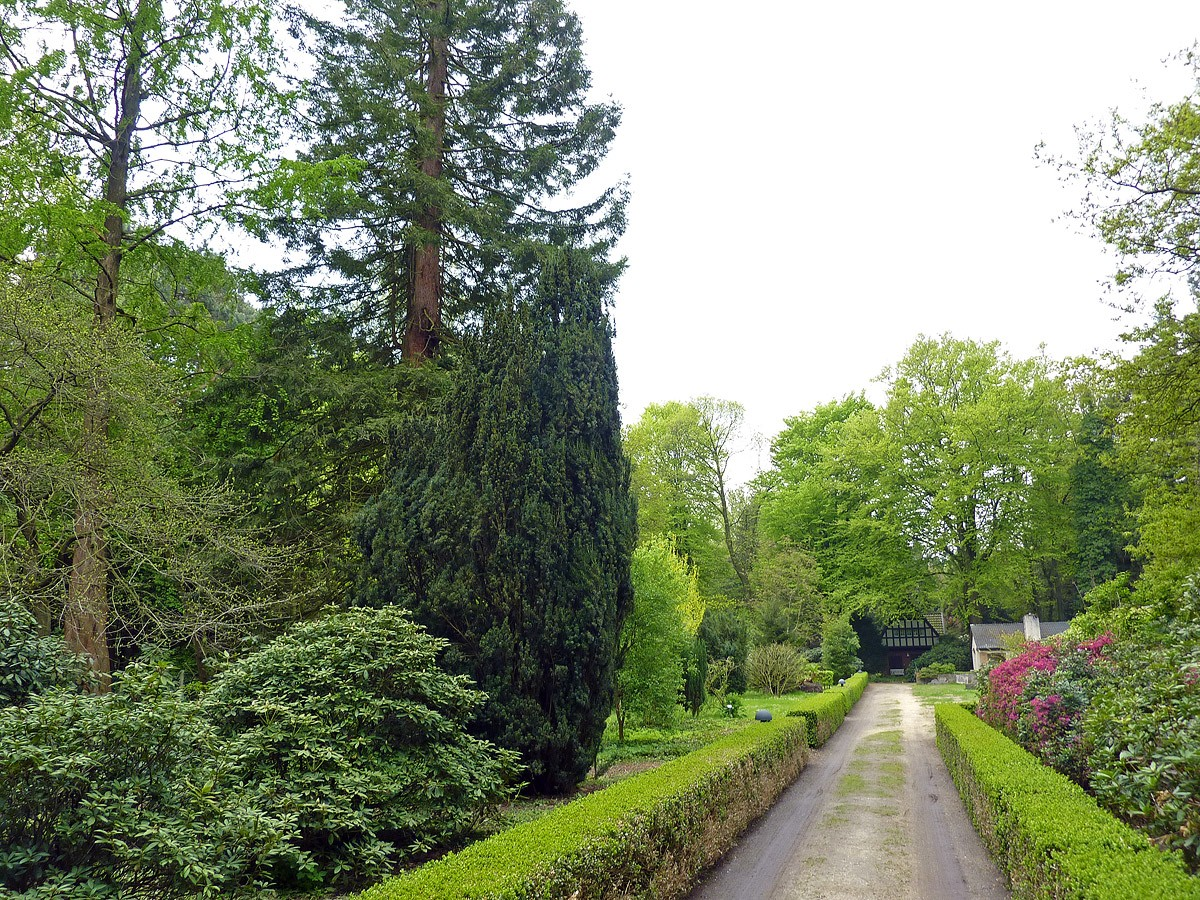
Eingangsbereich der Sequoiafarm Kaldenkirchen

Christian Hohe: Rittergut Altenhof

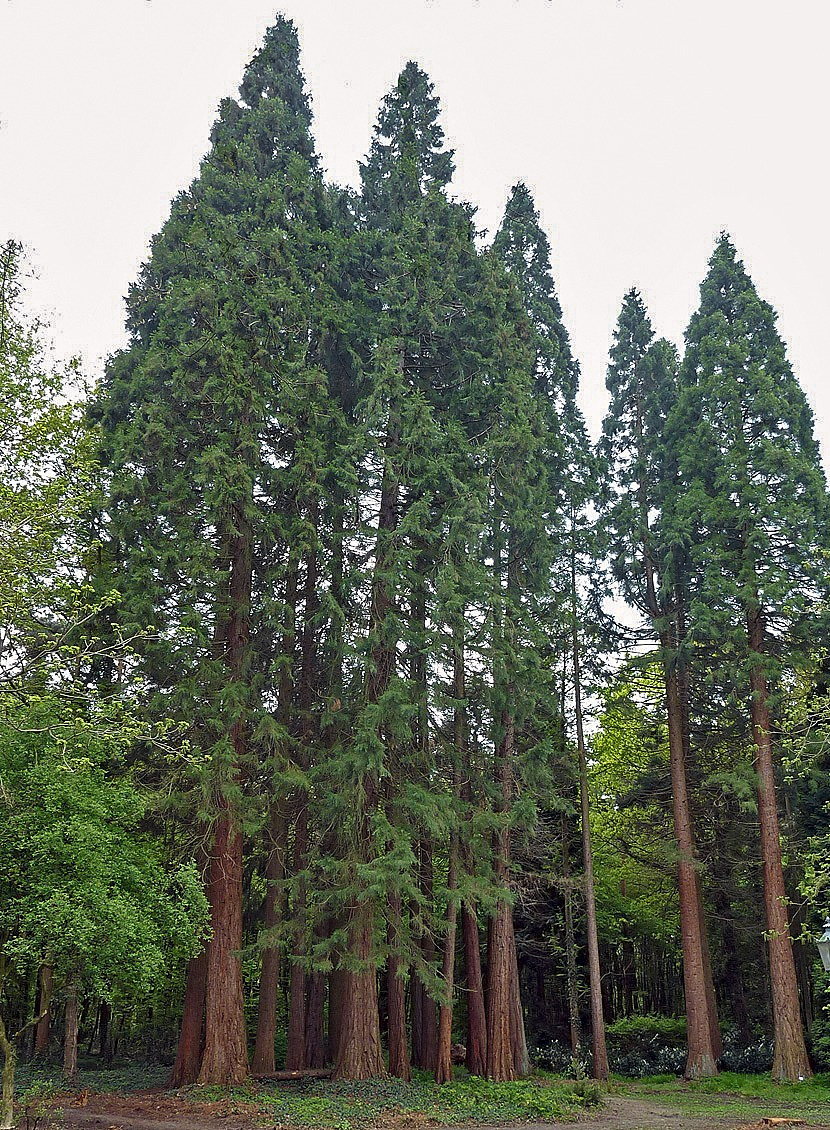
Riesenmammutbäume in der Sequoiafarm

### Erholungs- und Naturschutzgebiet Grenzwald
Der im Landschaftsschutzgebiet liegende Kaldenkirchener Grenzwald enthält einige Naturschutzgebiete, den Schlucht genannten Abhang zur Maas mit weitem Blick in die holländische Niederung, das Arboretum Sequoiafarm Kaldenkirchen und den Geo-hydrologischen Wassergarten.

### Rittergut Altenhof
Bereits um 1312 wurde das Gut erwähnt, und zwar in einem Lehensbuch des Herzogs Heinrich III. von Brabant. Bis zur Veräußerung im Jahr 1833 blieb das Gut im Besitz der Grafen von Spee.
Oberhalb des Eingangstores befindet sich das Allianzwappen mit dem Hahn der von Spees und der Herren von Scheidt genannt Weschpfennig. Das Gut ist heute ein landwirtschaftlicher Betrieb im Besitz der Familie Baum-Underberg.

### Birgitten-Kloster
Das Kloster, auch Brigittenheim genannt, wurde 1625 gegründet und bestand aus einem Frauen- und Männerkloster. Es gehörte zum Orden der heiligen Birgitta von Schweden. Das Männerkloster, in dem früher Priester- und Laienmönche lebten, ist das heutige Pastorat; das Frauenkloster, das einen nicht einsehbaren Zugang zur Kirche hatte, wird gegenwärtig als Kindergarten benutzt.

### Ehemaliges Hauptzollamt
1818 erhielt Kaldenkirchen wegen der exponierten Lage an der preußischen Westgrenze ein Hauptzollamt. Der große zweigeschossige Putzbau wurde in den 1970er Jahren restauriert. Er wird heute als „Bürgerhaus“ genutzt.

### Sonstige
Weitere Sehenswürdigkeiten sind das Kriegerdenkmal von 1913 (zum Gedenken an den Krieg 1870/71), das 1775 erstmals erwähnte Marienkapellchen (auch Königskapellchen genannt), und ein Gebäude, das von 1601 bis 1898 als Rathaus diente. 2002 wurde der Tolkemit-Gedenkstein errichtet; etwa 600 Heimatvertriebene aus Tolkemit fanden 1946 in der Stadt Nettetal ein neues Zuhause. Durch den Grenzwald führt der Premiumwanderweg „Galgenvenn“. Er wurde 2016 zum zweitschönsten Wanderweg Deutschlands gewählt.

## Wirtschaft und Infrastruktur

### Wirtschaftsgeschichte
Kaldenkirchens Wirtschaftsleben war über 150 Jahre lang von der Tabakindustrie geprägt. 1921 beschäftigten die Tabak- und Zigarrenfabriken der Stadt 1217 Menschen, etwa zwei Drittel der in Kaldenkirchen arbeitenden Bevölkerung. Zoll- und steuerpolitische Veränderungen brachten dann diese Industrie gänzlich zum Verschwinden. Um das Jahr 1900 entwickelte sich eine Dachziegel- und Tonröhrenindustrie. Diese verwendete Tonvorkommen im Grenzwald und konnte dank des in den Jahrzehnten zuvor massiv ausgebauten Bahnstreckennetzes ihre Produkte gut distribuieren.
Nach dem Zweiten Weltkrieg, in den Jahren des Wiederaufbaus, hatte diese Industrie eine kurze Blütezeit.
1815, nach dem Ende der Franzosenzeit, wurde Kaldenkirchen Grenzstadt an der Westgrenze Preußens (zum Königreich der Vereinigten Niederlande). Es wurde ein Umschlagplatz, an dem internationale Speditionen Niederlassungen hatten und wo zahlreiche Zollbeamte tätig waren. Ein Hauptzollamt wurde errichtet. Als 1993 der EG-Binnenmarkt geschaffen wurde, wurde die Grenze praktisch bedeutungslos.
In der Landwirtschaft sind zur Spargelsaison einige hundert Saisonarbeiter beschäftigt.
Über die Stadtgrenzen hinaus bekannt und bei Jugendlichen und Junggebliebenen sehr beliebt ist das seit den frühen 80er Jahren im Bahnhofsgebäude ansässige Bahnhofscafe „BaCa“. Bis 2001 gab es darüber hinaus mit der Discothek Doppelpunkt einen überregional sehr bekannten Club der Indie- und Alternative-Szene.

### Ansässige Unternehmen
Zu den überregionalen Wirtschaftsunternehmen, die in der Gegenwart ihren Hauptsitz in Kaldenkirchen haben, zählen die Baumschule Lappen, der Deutschlandvertrieb des HiFi-Geräteherstellers Denon und Mekkafood, eine Halāl-Produktfirma. Die Westdeutsche Dochtfabrik GmbH & Co. KG, der Weltmarktführer für Dochte, hat sowohl seinen Produktions- als auch den Verwaltungssitz in Kaldenkirchen. Bis 2010 war hier die Deutschlandvertretung des Panini-Verlags.

### Verkehr
Schienen- und Busverkehr (Stand Oktober 2020)
Der Bahnhof Kaldenkirchen liegt an der Strecke Venlo–Viersen und wird stündlich vom Maas-Wupper-Express angefahren, einem von Keolis Deutschland unter der Marke Eurobahn betriebenen Regional-Express nach Venlo oder in Gegenrichtung über Viersen, Mönchengladbach, Düsseldorf, Wuppertal und Hagen nach Hamm (Westfalen).
In Kaldenkirchen verkehrt die Buslinie 074 der SWK Mobil nach Süchteln über Brüggen, Waldniel und Dülken. Außerdem verkehren die Linien 095 und 096 von Busverkehr Rheinland auf verschiedenen Wegen nach Breyell und Lobberich. Wichtige Verknüpfungspunkte der Buslinien in Kaldenkirchen sind die Haltestellen Am Schwimmbad und Markt. Seit dem 11. Dezember 2016 bedient zusätzlich die Linie 1 des Stadsdienst Venlo von Kaldenkirchen über Tegelen und Venlo Station nach Blerick die Grenzstadt, welche von Arriva Personenvervoer Nederland (Abteilung Limburg) betrieben wird.
Bis 2000 führte zudem eine Kleinbahn nach Brüggen, der Personenverkehr war bereits 1920 eingestellt worden.
Straßenverkehr
Kaldenkirchen liegt südlich der Autobahn 61; es gibt drei Autobahnanschlüsse. Ferner an der Bundesstraße 221, die von Norden nach Süden verläuft; 15 km nördlich von Niederkrüchten (A 52, Anschlussstelle 3) und 9 km südlich der A 40 (Anschlussstelle 2 Herongen). Seit April 2012 geht die A 61 in die niederländische A 74 / A 73 über.

### Bildung
Folgende Schulen sind in Kaldenkirchen ansässig:
- Städtische Realschule Nettetal
- Gemeinschaftshauptschule Kaldenkirchen
- Gemeinschaftsgrundschule Kaldenkirchen
- Katholische Grundschule Kaldenkirchen

## Persönlichkeiten

### Söhne und Töchter der Stadt
- Carl Falck (1884–1947), Verwaltungsjurist
- Lambert Maaßen (1894–1970), Kommunalpolitiker und Landrat
- Klaudius Jüssen (1898–1975), Priester, Theologe und Dogmatiker
- Paul Heimen (1898–1978)[28], niederrheinischer Maler
- Hans-Hilmar Staudte (1911–1979), deutscher Schachmeister und -komponist
- Anton van Eyk (1911–2004), Künstler und Keramiker
- Hanns Backes (1925–2015), Politiker
- Jochen Hild (1929–2017), Biologe und Landschaftsökologe
- August Peters (1931–1986), Weihbischof in Aachen
- Leo Peters (* 1944), Archivar, Historiker, Autor und Professor für Geschichte
- Willi Freeden (* 1948), Mathematiker
- Edith Müller (* 1949), Politikerin
- Michael Hardt (* 1951), Designer
- Wilhelm Imkamp (* 1951), katholischer Theologe
- Marie-Theres Wacker (* 1952), katholische Theologin
- Christiane Funken (* 1953), Soziologin
- Klaus Niehr (* 1955), Kunsthistoriker und Hochschullehrer
- Norbert Pietralla (* 1967), Kernphysiker und Hochschullehrer
- Stefan Engels (* 1967), Organist und Hochschullehrer an der SMU in Dallas

### Persönlichkeiten, die vor Ort gewirkt haben
- Bernhard Lappe (1858–1934), Bürgermeister der Stadt Kaldenkirchen und der Stadt Dorsten
- Ernst J. Martin (1900–1967), Autor, Zahnarzt und Gründer der Sequoiafarm
- Illa Martin (1900–1988), Zahnärztin, Dendrologin und Mitbegründerin der Sequoiafarm
- Günther Hinnenthal (1903–1945), Pfarrer
- August von Brandis (1859–1947), Maler und Professor

### Ehrenbürger
- Friedrich von der Kuhlen (1840–1913)
- Hermann Lueb (1864–1936)